# 李晓南
李晓南（1965年10月—），男，汉族，青海湟中人，中华人民共和国政治人物。现任青海省政协副主席，青海省林业和草原局党组书记、局长。